# 4月の春親善芸術祭
4月の春親善芸術祭（しがつのはるしんぜんげいじゅつさい、朝: 4월의 봄 친선예술축전）は、朝鮮民主主義人民共和国（北朝鮮）で金日成の誕生を記念して4月15日の前後に開催される芸術フェスティバル。　

## 概要
金日成の誕生日（太陽節）を祝して、4月15日を前後した時期に催される。第1回は1982年、第2回（1984年）から第25回（2007年）は毎年の開催。第26回（2009年）、第27回（2011年）ののち、第28回（2012年）以降は偶数年に行われ、「4月の春人民芸術祝典」（第1回は2008年）との交互開催となった。
自主、平和、親善の理念の下、北朝鮮国内の芸術家や、日本などからの在外朝鮮人をはじめロシア、中国などの友好国など数十カ国から100余の芸術団、数千人の芸術家が参加し、多彩な演目を披露する大規模な国際芸術フェスティバル。平壌直轄市内の各劇場で各部門、団体別などの公演が行われる。中でも金日成が観覧する公演は特別公演として北朝鮮内のメディアでも何度も紹介された。